# Малкольм Бредбері
Сер Малкольм Стенлі Бредбері (англ. Malcolm Stanley Bradbury; 7 вересня 1932, Шеффілд — 27 листопада 2000, Норвіч) — англійський письменник та академік. Кавалер Ордена Британської імперії (1991), лицар-бакалавр (2000).

## Життєпис
Малкольм Бредбері народився 7 вересня 1932 року в Шеффілді (Велика Британія) в родині залізничника. Родина почергово проживала в Лондоні, в Шеффілді, в Ноттінгемі. В 1953 році Бредбері здобув бакалаврат з англійської філології в Університеті Лестера, а магістерський ступінь — 1955 року в Лондонському університеті королеви Марії. Викладання почав ув Манчестерському університеті, продовжив ув Університеті Індіани (США). У 1958 році повертається до Британії задля операції на серці (лікарі прогнозували недовге життя) і в лікарні наступного року Бредбері завершує перший роман «Їсти людей недобре». За дружину взяв Елізабет Солт, виховав двох синів. З 1962 року пробує себе в критиці. У 1961—1965 роках викладає в Бірмінгемському університеті. 1962 рік — ступінь доктора наук з американістики при Манчестерському університеті й перейшов до Університету Східної Англії, ставши в 1970 році професором кафедри американських досліджень і започаткував курс художнього письма (серед відвідувачів Ієн Мак'юен і Кадзуо Ісіґуро). В 1995 році Бредбері покинув академічну діяльність.

## Творчий наробок
романи:
- «Їсти людей недобре» («Eating People Is Wrong»),1959
- «Крок на Захід» («Stepping Westward»),1965
- «Історична особистість» («The History Man»),
- «Обмінні курси» («Rates of Exchange»), 1983
- «Чому саме Слака?» («Why Come to Slaka?»), 1986
- «Скорочення» («Cuts»)
- «Професор Кримінал» («Doctor Criminale»),
- «Ермітаж» («To the Hermitage»).

інші книги (аналіз англійської, американської та європейської літератури від останньої чверті XIX століття до сучасності):
- «Британський роман нового часу» («The Modern British Novel»),
- «Атлас літератури» («Atlas Of Literature»)
- «Небезпечні паломництва» («Dangerous Pilgrimages»),
- книги про Івліна Во та Сола Беллоуа

здійснені редагування:
- Ф.Скотта Фіцджеральда «Великий Гетсбі»,
- есе («Possiilities: Essays on the State of the Novel, 1973) і довідники сучасної британської та американської художньої літератури

сценарії:
- телесеріали: Anything More Would Be Greedy, The Gravy Train, сиквел The Gravy Train Goes East
- екранізація романів Тома Шарпа (Blott on the Landscape and Porterhouse Blue / пляма на пейзажі і біфштекс синій), Елісон Лурі „Imaginary Friends“ / уявні друзі), Кінгслі Еміс (The Green Man / У зеленого чоловічка).
- Його останній телевізійний сценарій був для Кінгслі Еміс. Його остання праця в цьому напрямі — „Далзіл і Пескоу“ Енді Роулі.

## Стиль письменика
Головними героями романів є вчені, які постійно потрапляють у неприємності в їхньому особистому та професійному житті. Автор досліджував за його словами проблеми і дилеми лібералізму, питання моральної відповідальності. Об'єктами сатири Бредбері є інтелектуальна претензійність та культура короткозорість. Його головні герої — чуйні, і, як елемент комізму, постійно зазнають невдач у творенні своєї долі у світі абсурдних правил і норм» [2]. Бредбері був плідним вченим, успішним учителем та чудовим знавцем сучасного роману. «Чому саме Слака?» є пародією на книги про подорожі, де він розповідає про Слаку, вигадану східноєвропейську країну, яка стає і місцем подій роману «Обмінні курси», повість увійшла в шорт-лист Букерівської премії.
Його твори були часто жартівливими та іронічним — своєрідна насмішка над «екедім», Британською культурою, і комунізмом, як правило, з відтінком «крутійського роману» (крутійський роман розповідає про пригоди хвацького пройдисвіта, авантюриста — пікаро, вихідця з низів або декласованого дворянства, який повністю ігнорує обов'язкові суспільні моральні норми. Як правило, це слуга, бездомний жебрак, «лицар випадку». Крутійський роман виник із культурно-історичної ситуації, коли Європа переповнилася бурлакуванням, і став антиподом лицарського роману з його шляхетними героями.) [4]. Творчість Бредбері порівнюють з творчістю його друга, письменника Девіда Лоджа, який також писав університетські романи. Однак, настрій творів Бредбері дещо похмуріший і менш жартівливий за стилем та мовою.

## Короткий огляд романів Малкольма Бредбері
Малкольм почав літературну кар'єру з написання гумористичних замальовок і етюдів-пародій «на злобу дня» зокрема для «Панчу». Ці перші спроби пера лишили свій слід на його романах та оповіданнях, що вирізняються гострим, дотепним гумором та надзвичайно специфічними спостереженнями стосовно сучасних йому манер і звичаїв, примх і мод. Попри те, що більшість його творів присвячено академічному світові, і здебільшого саме науковці та освітяни є головними героями цих творів, не применшує їхньої репрезентативності. Їхнє читання у хронологічному порядку конституює перед читачем сатиричну соціальну історію післявоєнної Британії. Також ці твори відображають події у двох великих імперіях кінця XX століття — США та СРСР, які Бредбері відвідав протягом своїх наукових відряджень [1].
Романи Бредбері сягають рівня серйозних — насправді песимістичних — моральних та філософських рефлексій. Вряди-годи яскрава, приваблива поверхня соціального життя розламується, аби вивільнити темні та неспокійні глибини: насильство, віроломство, безумство, розпач. Бредбері досконало використовує традицію «університетського роману», розвиваючи комбінацію комедії манер та моральної серйозності, яку він віднайшов у модерних британських новелістів Е. М. Фостера та Івліна Во, творчістю яких він захоплювався. Також навчався в сучасних американських письменників, що й не дивно з огляду на його наукову спеціалізацію з американської літератури. Його перший роман «Eating People Is Wrong» (1959) («Хибно їсти людей») багато в чому завдячує інтелектуально зрілій прозі Лайнела Тріллінга, Мері Маккарті та Сола Беллоу, а також роману Кінґслі Еміса «Lucky Jim» (1954). Так само, як Еміс та інші британські «університетські» новелісти, Бредбері звернувся до питомо англійської традиції міцного фарсу, яка походить з XVIII століття від Філдінґа, Смоллета та Стерна [1].
Достатньо незвично для першого твору молодого автора головним героєм роману «Eating People Is Wrong» є 40-річний професор Трісі, викладач англійської мови в одному з молодих провінційних університетів «з червоної цегли». Образ Трісі репрезентував тему, яка постійно привертала увагу Бредбері, — лібералістський сенс буття безсилим спостерігачем, а часом і невільним співучасником культурного занепаду, який розгортається довкола головного героя. Treece віднаходить різнобарвну, соціально нестабільну Британію 1950-х, коли університетські викладачі плюндрували наукові журнали в дортуарах, розхлябаний та деморалізований клімат, в якому культивуються правда та краса, проте життя відповідно до таких високих ідеалів приречене на поразку. Безвідповідально не втримавшись під дією чар симпатичної випускниці, головний герой доводить «глевкого», проте обдарованого студента до божевілля, за що його покарано його ж власною комічно-страхітливою госпіталізацією в останньому розділі [1].
У романі «Stepping Westward» (1965) змальовує такого ж слабкого ліберального героя, провінційного новеліста на ім'я Джеймс Волкер, письменника-резидента в одному з центральноамериканських університетів, у ситуації, коли той виявляється цілковито нездатним зрозуміти, що його втягнуто до політичної змови. «Stepping Westward», чий текст сповнено блискучими епіграматичними діалогами та тонкими спостереженнями щодо британського та американського стилю життя, був важливим проміжним твором на шляху до майстерного «The History Man» (1975). Берні Фреліх, хитрий інтриган із «Stepping Westward», який маніпулює наївним Волкером у власних інтересах, є попередником Говарда Кірка, лівоспрямованого соціолога-макіавелліста з нового Університету у Вотермаусі на півдні Англії, який переконаний у тому, що Марксова концепція історії тісно збігається з його власними бажаннями домінування та влади над іншими людьми. Він користується перевагами культурної і сексуальної революції, що розпочалися у 1960-х, бентежачи свого невдаху-колегу Генрі Біміша, манірну викладачку з Шотландії міс Каллендар та самого письменника, який тонко замасковує власну появу наприкінці історії. Технічно цей роман окреслює головну лінію інноваційного розвитку творів Бредбері. Немає жодної інтерналізації у ставленні до героїв. Літературний дискурс скрупульозно обмежує себе рамками тонкої ритміки передавання мовлення та поведінки, оформленого в теперішньому часі, відкидаючи будь-яке звернення до розсудку після події. Читача змушено зробити її чи його власну оцінку етики й мотивів героїв без привілейованого доступу до їхніх думок чи керунку обнадійливого голосу автора [1]. Доктор Петворс, мандрівний викладач лінгвістики з «Rates of Exchange» (1983), скидається на слабких ліберальних героїв перших двох романів. Як каже йому красива слаканська Катя Прінціп, що творить у магічно-реалістичному стилі, він не є «героєм у всесвітньо-світовому значенні». Навіть його власне ім'я є предметом смішної мутації — Петвурт, Преверт, Перверт тощо, — на вустах його господарів у міфічній східноєвропейській комуністичній державі Слака. Цей край — розкішно вигаданий синтез кількох балканських та слов'янських країн, для якого Бредбері вигадав цілковито нову, сповнену чарівного мовного гумору мову. На перший погляд жарти високо цінуються слаканцями; проте при детальнішому аналізі вони виходять з різних ситуацій з більшою честю та гідністю, ніж їхній гість з Англії, якому доводиться визнати, що оповідання Каті Прінціп про молодого фольклорного героя Придурка є сюжетом про його тожсамість. У політичному кліматі, де дискурс може бути питанням життя чи смерті, Петворсове професійне порпання у лінгвістичній теорії видається дилетантством [1].
У часи створення роману «Dr. Criminale» (1992), коли Берлінську стіну було повалено, а комунізм був мертвим, дедалі більшого розмаху набирав змінний і заплутаний світ культури. У цьому творі Бредбері створив образ міжнародної інтелектуальної суперзірки, персоніфікованої в образі літературного героя, що нагадує реальних мислителів, як от Дьйордь (Ґеорґ) Лукач та Поль де Ман. За структурою це авантюрний роман: Френсісу Джею, молодому англійському журналісту, який спеціалізується на висвітленні гуманітарних тем, доручено дослідити для телевізійного документального фільму життя Базло Кріміналє, всюдисущого головного доповідача на конференціях та теоретика-універсала безлічі дисциплін. Проте цей чоловік виявляється на диво невловимим: чим ближче Френсіс наближається до своєї здобичі, супроводжуючи його на різних кінцях планети, тим більше темних двозначностей відкривається йому в особистій та ідеологічній історії Кріміналє по обидва боки залізної стіни. Зрештою, нам лишається захоплюватися тією спритністю, з якою він використовує свій інтелект, аби вижити в жорстоких історичних перипетіях XX століття [1].
Останній завершений твір Бредбері «To The Hermitage» (2000) був зміною напряму: це історичний роман про час, який французький філософ Дені Дідро провів у Росії на запрошення Катерини II у 1773—1774 роках. Він переплітається з сатиричною розповіддю про сучасних науковців, що проводять семінар, присвячений Дідро, на борту круїзного лайнера, що прямує до Санкт-Петербурга. Оповідачем є один з описаного академічного середовища, в якому чітко можна ідентифікувати Малкольма Бредбері. Як тільки вони досягають пункту призначення, тривожні новини про наближення перестройки Горбачова та Єльцина лякають їх, зводячи на марне всю експедицію. Подібно до Дідро, який імітує «Трістрама Шенді» Лоуренса Стерна у своєму «Жакові Фаталісті», оповідач твору «To The Hermitage» дражнить читача дотепними шейдіанськими містичними вигадками та жартами. Цілісний, амбіційний, багатовимірний, «To The Hermitage» не потрібно читати похапцем, якщо хочеш цілковито ним насолодитися [1].

## Роман «Історична особистість»
«Історична особистість» (1975)— університетський роман, події якого відбуваються у вигаданому прибережному містечку Вотемаус на півдні Англії. Вотемаус чимось схожий Брайтон (місто на південному узбережжі Англії). Наприклад, і там, і там, є постійна і швидка служба руху поїздів до Лондона.
Говард Кірк — один з головних героїв роману викладає соціологію в місцевому університеті. Він є «теоретиком соціозмоги». Кірки — сучасна сім'я, що підтримує лівий напрям у політиці. Проте, багаторічне спільне проживання залишило невтішні сліди у їхніх відносинах. Це Барбара Кірк, дружина Говарда, помітила такі зміни. Сам Говард так і залишився самовпевненим ентузіастом. Кірки не поділяють традиційних поглядів на гендерні ролі, як і не поділяють вони й будь-яку експлуатацію людей іншими людьми. Однак, як показує їм власний досвід, таких високих стандартів доволі нелегко досягнути: Говард пише книги, а Барбара намагається, хоч їй це ледь-ледь вдається, виконувати всі хатні справи та доглядати за двома дітьми молодшого шкільного віку. Будь-яка студентка, яку вони запрошуть пожити з ними, а не пропрацювати на них, в їхньому домі одразу ж стає нянькою для їхніх дітей і допомагає їм у побуті.
З книги ми дізнаємося деякі деталі про минуле Кірків, Наприклад, те, що в юності вони були простими інтелектуалами робочого класу, які виросли у 1950-х, коли всіх полонила надія на кращі фінансові та освітні можливості.
Говард і Барбара познайомилися, коли вчилися на 3-му курсі Лідського університету. Обоє вони — прості віруючі з робітничого класу, які не могли собі дозволити щось більше, аніж прості життєво необхідні речі. Кілька років після завершення навчання в університеті, влітку 1963 року, «старі Кірки» вже були одружені і жили в невеличкій «бедсіт» (житлова кімната (спальня й вітальня разом)), а зараз вони стали «новими Кірками», коли одного дня, коли Говард проводив, як звичайно, свої лекції в університеті, Барбара зрадила йому зі студентом з Єгипту. Таке «гуляння» породило наступні плоди-результати: коли Говард заспокоївся після пережитого шоку, він став набагато радикальнішим у своїх поглядах; Кірки заводять багато дружніх знайомств; вони влаштовують грандіозні вечірки; Барбара починає цікавитися здоровою їжею і астрологією; Говард відрощує бороду і в кожного з них час від часу з'являються власні «дрібні справи». Коли Барбара завагітніла і потім мала народжувати, то Говард, замість того, щоб відміняти пари, бере своїх студентів до пологового відділення і вони всі спостерігають за тим, як народжує Барбара. Нарешті, у 1967 році, Говарда запрошують викладати у Вотемаус, і він відразу починає здійснювати свій намір — радикалізувати це містечко, а особливо — новозаснований університет, заклад, який він описує як «місце, проти якого я можу працювати».
Цей роман - хронологічний життєпис Горварда та Барбари Кірків. Горвард геть не толерантний до тих, хто не підтримує ідеї марксизму, особливо консервативні, і тому він починає переслідувати одного з учасників семінару, який носить блейзер (яскраву фланелеву спортивну куртку) з кроваткою (це робить його схожим на студента з 50—х двадцятого століття) і наполягає на тому, щоб йому дозволили презентувати свою роботу в традиційній, офіційній формі без перешкод  і необхідності відповідати на питання, поки він не розбереться з потоком своїх думок. На очах у всіх Говард називає того студента і все, що той  підготував на пару, дуже вульгарними словами, не задумуючись над власним лицемірством. Врешті, він успішно для себе робить все, щоб студента «історично непридатного» вигнали з університету.
Тоді як Говард обирає собі потенційних коханок серед працівниць університету (як студенток, такі і представниць викладацького складу) Барбара регулярно здійснює «походеньки за покупками» до Лондона, щоб відвідати того ж таки молодого чоловіка. Ба більше — Кірки вважають вечірки, які вони влаштовують у своєму домі, успішними, якщо принаймні деяким гостям вдалося переспати з кимось у спеціально підготованих для цього кімнатах. На цьому етапі у романі ми бачимо, як через такі розваги Горварда можуть звільнити з роботи за «грубу моральну розбещеність» (цей «вирок» він пояснює своїй студентці як «зґвалтування великої кількості черниць»), але це звинувачення сходить йому з рук як «дуже нечітке поняття, особливо в такий час».
Багато другорядних героїв у книзі чудово відображають картину «суспільства вседозволеності» початку 1970-х. наприклад, є там такий Генрі Біміш, один з колег Говарда, чий бездітний шлюб з Мірою був дуже нещасливим. Також є Доктор Макінтош, соціолог з кафедри Говарда, якого, незважаючи на вагітність своєї дружини, можна легко переконати в тому, що переспати з якоюсь із студенток під час вечірки з нагоди закінчення семестру -  це цілком нормально. Також там є Флоро Беніформ, соціальний психолог з досить незвичними методами дослідження: вона спить з чоловіками, до яких у неї професійний інтерес для того, щоб вивідати у них необхідну їй інформацію.
Укінці роману Говард і Барбара досі разом і всі їхні друзі дивуються їхньому міцному, все ще, «прогресивному» шлюбу.  Говард навіть стає «радикальним героєм», який «породжує поступальний розвиток розуму, поступальний процес в історії».  За його філософією, речі, особливо ті, які йому подобаються, просто мусять відбутися: це називається «історична неминучість». Така траєкторія спільного життя Кірків закінчується, коли Барбара під час однієї з вечірок намагається покінчити життя самогубством [3].